# Гунди – Легенда за любовта
„Гунди – Легенда за любовта“ е българска биографична драма от 2024 г. на режисьора Димитър Димитров, в която се разказва за живота и кариерата на футболиста Георги Аспарухов – Гунди, изигран от Павел Иванов, а младата актриса Александра Свиленова играе неговата съпруга Величка Маркова – Лита. Снимките започват на 4 юни 2023 г. и приключват на 31 юли. Гала премиерата на филма се състои на 9 октомври 2024 г. в зала „Арена София“, като той тръгва по кината от 18 октомври.
Филмът се превръща в един от най-големите бокс офис хитове в новата история на България като само в първия уикенд печели 1 420 646 лв приходи и събира повече от 80 000 зрители. Отчитайки 397 225 зрители за 17 дни на екран надминава по гледаемост предишния рекордьор „Мисия Лондон“ и става най-гледания филм в страната след 1989 година.

## Сюжет
Филмът започва с участието на Гунди (Павел Иванов) в юношеските формации на Левски и запознанството му с бъдещата му жена – Лита (Александра Свиленова). Впоследствие преминава да играе в Ботев Пловдив и сключва брак с Лита, въпреки първоначалното несъгласие на нейните родители.
След завръщането си в Левски и участията си за националния отбор на България, Гунди се превръща във всенароден любимец и една от най-известните личности в страната. Това привлича вниманието на Държавна сигурност и те се опитват да го вербуват като агент в продължение на дълги години, но Гунди упорито отказва. Аспарухов отказва и силно финансово предложение от АК Милан да заживее със семейството си в Италия и да играе за отбора, защото не иска да предаде родния си клуб.
Разгледани са и проблемите във връзката му с Лита и тяхната временна раздяла. Филмът завършва с трагичната автомобилна катастрофа на 30 юни 1971 година, при която той загива заедно със съотборника си Никола Котков.

## Актьорски състав
- Павел Иванов – Георги Аспарухов – Гунди
- Александра Свиленова – Величка Маркова – Лита
- Параскева Джукелова – Мария (майка на Гунди)
- Стоян Радев – Зоро
- Александра Костова – Лидка (сестра на Гунди)
- Емил Марков – архитект Марков (баща на Лита)
- Биляна Петринска – Марена (майка на Лита)
- Николай Урумов – Коце Георгиев (треньор на младежите на „Левски“)
- Сотир Мелев – Александър Костов
- Даниел Върбанов – Коко
- Христо Пъдев – Христо Илиев – Патрата
- Владислав Карамфилов – Георги Генов – Джогата (треньор на Ботев Пловдив)
- Свежен Младенов – говорител 2
- Димитър Маринов – Аспарух (баща на Гунди)
- Димитър Николов – Томи
- Юлиан Вергов – говорител 1
- Китодар Тодоров – служител
- Севар Иванов – Тодор Диев
- Антон Димитрачков – Георги Попов – Тумби
- Саверио Бурно – президент на ФК „Милан“
- Любо Жечевич – Рудолф Витлачил
- Ясен Атанасов – футболист
- Пенко Господинов – агент на ДС
- Бориса Сарафова – Райна
- Михаил Милчев – Стефан Божков
- Аделина Петрова – служителка
- Антон Николов – Пламен Янков
- Веселин Мезеклиев – артист 1
- Етторе Коломбо – мениджър на ФК „Милан“
- Марио Василев – Боби
- Георги Кацарски – Кирил Ракаров
- Виктория Колева – Парушева
- Петър Дочев – Димитър Пенев
- Никола Стоянов – Динко Дерменджиев
- Кирил Бояджиев – телефонист
- Мина Каукова – Пепи
- Владимир Люцканов – генералът
- Георги Тошев – продавач на семена
- Живко Сираков – Цветан Атанасов
- Деян Ангелов – Стефан Паунов
- Емил Ангелов – рефер 4
- Станислав Ангелов – Пелето – рефер 1
- Гроздан Даскалов – милиционер
- Верослав Димитров – ваксаджия
- Владимир Димитров – журналист
- Валери Домовчийски – рефер 3
- Катрин Гачева – красива жена
- Петър Горанов – Георги Пачеджиев
- Валери Григоров – вратар на ФК Локомотив (Пловдив)
- Иван Христов – дядо Геласи
- Милан Коприваров – рефер 2
- Тодор Коцев – Димитър Якимов
- Кръстю Кръстев – президент на БФС
- Калоян Минев – Виктор
- Дарина Радева – Мими
- Стефан А. Щерев – говорител 3
- Александър Тошев – продавач на коли
- Никола Тошев – продавач на гевреци
- Любомир Петкашев – функционер